# Robert Siboldi
Robert Dante Siboldi Badiola (né le 24 septembre 1965 à Empalme Nicolich en Uruguay) est un footballeur international uruguayen, qui évoluait au poste de gardien de but, avant de devenir ensuite entraîneur.

## Biographie

### Carrière de joueur

#### Carrière en sélection
Avec l'équipe d'Uruguay, il joue 34 matchs (pour aucun but inscrit) entre 1992 et 1997. 
Il figure dans le groupe des sélectionnés lors des Copa América de 1993 et de 1997.
Il joue également 17 matchs comptant pour les tours préliminaires de la coupe du monde, lors des éditions 1994 et 1998.

## Palmarès
Tigres UANL
- Championnat du Mexique D2 (2) :
  - Champion : 1996 (Hiver) et 1997 (Été).